# Восставший из ада 8: Адский мир
«Восставший из ада 8: Адский мир» (англ. Hellraiser: Hellworld) — британско-американский сверхъестественный фильм ужасов 2005 года режиссёра Рика Боты. Это восьмая часть серии Восставший из ада. Сценарий восьмого фильма основан на рассказе "Тьма не может дышать" и изначально не планировался как фильм серии Восставший из ада - он был переработан в этот формат. 
Восставший из ада 8 был выпущен прямо на DVD в США 6 сентября 2005 года после нескольких небольших кинофестивалей и частных показов. В фильме снимается Лэнс Хенриксен в роли Хозяина. 
Изначально Хенриксену предлагали сыграть роль Фрэнка Коттона в первом фильме серии Восставший из ада. Хенриксен отклонил предложение в пользу главной роли в вампирском триллере Почти стемнело 1987 года. Его роль Хозяина в Адском мире остается его единственным появлением в серии на сегодняшний день. Это также последний фильм, в котором актер Дуглас Брэдли играет Пинхеда.
Фильм получил негативную реакцию критиков.
Слоган фильма: «Ужас онлайн».

## Сюжет
Группа молодых людей увлекается компьютерной онлайн-игрой "Адский мир", основанной на сериале «Восставший из ада». Адам был настолько одержим игрой, что в конце концов покончил жизнь самоубийством, слишком погрузившись в игру. На похоронах оставшиеся пятеро друзей винят себя в том, что не предотвратили самоубийство Адама. Два года спустя они посещают частную вечеринку Hellworld Party в старом особняке после получения приглашений через игру. Майк, Деррик и Эллисон в восторге от вечеринки, а Челси неохотно их сопровождает. Джейк, который все еще очень огорчен смертью Адама, соглашается появиться только после того, как женщина-игрок Адского мира, с которой он завязал онлайн-дружбу, просит его прийти, чтобы они могли встретиться. Квинтет радушно приветствует ведущий вечеринки средних лет, который предлагает им напитки, показывает им особняк (предположительно бывший монастырь и приют, также построенный Филипом Лемаршаном) и предоставляет им сотовые телефоны для общения с другими гостями. По ходу вечеринки Эллисон, Деррик и Майк оказываются в ловушке в разных частях дома и жестоко убиты Хозяином, Пинхедом и приспешниками сенобитов Болтуном и Связанным. Джейк и Челси таинственным образом становятся невидимыми для других гостей вечеринки, и их преследуют Хозяин и сенобиты. Забравшись на чердак, Челси находит предметы, принадлежащие Адаму, и обнаруживает, что хозяином является его отец, который обвиняет друзей своего сына в том, что они не помогли избавиться от его зависимости. Челси и Джейк пытаются бежать, но обнаруживают, что они были похоронены заживо и получают сообщения от хозяина по сотовым телефонам в своих соответствующих гробах. Хозяин сообщает им, что они только что вышли из галлюцинации, вызванной мощным психоделиком, которому он подверг их воздействию по прибытии, и что события, которые они пережили, были результатом гипнотического внушения и их собственной нечистой совести. Перед отъездом он сообщает Челси, что Эллисон, Деррик и Майк погибли в своих гробах и что в живых остались только она и Джейк. Когда Челси начинает впадать в очередную галлюцинацию, полиция и парамедики резко поднимают ее над землёй, и она воссоединяется с Джейком, когда его везут в машину скорой помощи. Полиция и парамедики говорят, что их предупредил телефонный звонок с телефона Челси. Челси не знает, кто мог их позвать, но, глядя в сторону дома, она видит Адама, стоящего в окне. Позже Хозяин сидит в спальне, перебирая чемодан с вещами Адама. Он находит и открывает настоящую Конфигурацию Плача, которая вызывает настоящих сенобитов. Пинхед хвалит изобретательность Адама и высмеивает недоверие Хозяина, прежде чем Болтун и Связанные сенобиты разорвут его на куски. Джейк и Челси едут на рассвете, когда им звонит Хозяин, который внезапно появляется на заднем сиденье. Эти двое почти разбивают машину, но могут ее остановить, и Хозяин исчезает. Последняя сцена показывает, как полиция входит в спальню, в которой Хозяин открыл коробку, стены залиты кровью, а коробка лежит на полу.

## В ролях
- Дуг Брэдли — Пинхэд, лидер сенобитов
- Ланс Хенриксен — владелец дома
- Кристофер Жако — Джейк
- Кэтрин Уинник — Челси
- Хари Пейтон — Деррик
- Анна Толпатт — Эллисон
- Генри Кавилл — Майк
- Стелиан Уриан — Адам

## Критика
Фильм получил в основном негативную реакцию критиков. На основании 6 обзоров он получил 17% на Rotten Tomatoes со средней оценкой 4,10 из 10.